# Reichel-Preis
Der Reichel-Preis (Reichelscher Künstler-Preis) war eine Auszeichnung der Akademie der bildenden Künste Wien, die zwischen 1808 und 1929 durch das Professorenkollegium der Akademie für besondere künstlerische Leistungen vergeben wurde.
Der Preis wurde am 17. Mai 1808 vom k. k. Feldkriegs-Registrator Josef Benedict Reichel gestiftet und war mit etwa 1.500 Gulden beziehungsweise 3.200 Kronen dotiert. Der erste Künstler, der 1809 diesen Preis zuerkannt bekam, war der Maler Anton Petter. Ab 1899 wurde der Preis mit der Wiener Secession geteilt und 1902 wurde auch der Hagenbund einbezogen.
Nachdem das Stiftungsvermögen durch die Inflation entwertet war, wurde der Preis letztmals im Jahre 1929 verliehen.

## Preisträger (Auswahl)
- 1809: Anton Petter
- 1833: Heinrich Schwemminger
- 1837: Franz Stecher
- 1842: Carl Radnitzky
- 1848: Joseph Binder
- 1864: Ludwig Mayer
- 1868: Johannes Benk
- 1871: Ludwig Mayer
- 1873: Edmund Hofmann von Aspernburg
- 1875: Rudolf von Alt
- 1876: Siegmund L’Allemand
- 1880: Viktor Tilgner
- 1900: Jakob Gruber
- 1906: Alfred Hofmann
- 1908: Hans Tichy
- 1921: Oskar Icha
- 1926: Albert Paris Gütersloh
- 1927: Hans Larwin